# Pomnik Powstańców Czerniakowa i Żołnierzy 1 Armii Wojska Polskiego
Pomnik Powstańców Czerniakowa i Żołnierzy 1 Armii Wojska Polskiego – monument znajdujący się w parku Marszałka Edwarda Rydza-Śmigłego upamiętniający powstańców walczących na Górnym Czerniakowie, wspierających ich żołnierzy 1 Armii Wojska Polskiego, którzy we wrześniu 1944 dokonali desantu na przyczółku czerniakowskim, oraz ludność cywilną, która zginęła w czasie pacyfikacji Czerniakowa.

## Opis
Zaprojektowany przez Tadeusza Antoszczaka pomnik stanowi kompozycję z prostych brył geometrycznych wykonanych z piaskowca. Na górnej umieszczono płaskorzeźbę przedstawiającą sceny z walk powstańczych, a w centralnej części monumentu tablicę o treści:

Pamięci żołnierzy Armii Krajowej
Zgrupowania „Kryska”
Armii Ludowej rejonu Czerniaków
1-ej Armii Wojska Polskiego
poległych w powstaniu warszawskim
na Czerniakowie
oraz ludności cywilnej
zamordowanej w tej dzielnicy
w 1944 roku.
Cześć ich pamięci 

Pomnik odsłonięto 31 lipca 1957.